# Enrique Martínez Heredia
Enrique Martínez Heredia (født 27. januar 1953 i Huesa) er en tidligere spansk landevejscykelrytter. Han vandt den hvide ungdomstrøje i Tour de France 1976. Som amatør vandt han Tour de l'Avenir. Han har også vundet Katalonien Rundt i 1976 og det spanske mesterskab i landevejscykling i 1978.

## Eksterne links
- Enrique Martínez Heredias profil på CycleBase (engelsk)
- Enrique Martínez Heredias profil på Cykelsiderne
- Enrique Martínez Heredias profil på ProCyclingStats (engelsk)
- Enrique Martínez Heredias profil på FirstCycling

| Cykling | Spire Denne biografi om en spansk cykelrytter er en spire som bør udbygges. Du er velkommen til at hjælpe Wikipedia ved at udvide den. |